# Solex (cantora)
Solex é o nome artístico de Elisabeth Esselink, nascida em Roterdão. A sua música é uma mistura de pop, techno e sampling.

## Discografia
- Solex Vs. the Hitmeister (1998)
- Pick Up (1999)
- Athens, Ohio (EP, 2000)
- Low Kick and Hard Bop (2001)
- The Laughing Stock of Indie Rock (2004)
- In the Fishtank 13 (2005)